# Quando volano le cicogne
Quando volano le cicogne (in russo Летят журавли?, Letjat žuravli) è un film del 1957 diretto da Michail Kalatozov, vincitore della Palma d'oro come miglior film al Festival di Cannes 1958.

## Trama
Mosca, 22 giugno 1941: Veronika e il suo fidanzato Boris osservano le gru che sorvolano la città al sorgere del sole, poche ore prima di apprendere che i tedeschi hanno invaso il Paese.
Boris si arruola nell'esercito come volontario e dovrebbe partire il giorno del compleanno di Veronika; pertanto, consegna a sua nonna uno scoiattolo di pezza (dal soprannome con cui chiama Veronika) in cui inserisce una lettera d'amore, incaricandola di darla alla donna a suo nome. Veronika, nonostante gli sforzi, non riesce a dare un ultimo saluto a Boris prima che parta verso il fronte e riceve lo scoiattolo di pezza senza sapere della lettera.
Un raid tedesco uccide i genitori di Veronika e distrugge la loro casa, pertanto la famiglia di Boris la invita a stabilirsi da loro. Durante un altro raid aereo, Veronika rimane sola nell'appartamento con Mark, cugino di Boris da sempre dichiaratamente innamorato di lei. Mark cerca nuovamente di farle delle avances e, quando viene respinto, la violenta. In seguito a tale episodio, Veronika e Mark devono sposarsi, sebbene la donna lo odi. Veronika è a sua volta disprezzata dal resto della famiglia, che l'accusa di aver tradito Boris.
Al fronte, Boris ha un alterco con un altro soldato di nome Volodya; per punizione, il loro ufficiale li assegna a una pericolosa missione di ricognizione. I due vengono attaccati e Boris salva Volodya, ma resta ferito mortalmente; nei suoi ultimi istanti di vita, ha una visione del matrimonio mai avvenuto con Veronika.
Per sfuggire all'offensiva tedesca, la famiglia di Boris e Veronika si trasferiscono in Siberia, dove Veronika trova lavoro in un ospedale militare gestito da Fyodor, padre di Boris. Volodya viene portato lì, ma Fydor lo manda via in quanto l'ospedale è pieno; nel frattempo, un soldato ricoverato ha un crollo nervoso per aver ricevuto una lettera da parte della sua ragazza, che lo ha lasciato per un altro uomo. Fydor lo ammonisce affermando che la sua ragazza era indegna del suo amore per averlo lasciato a favore di un individuo che non è partito per la guerra. Sentendo il discorso, Veronika viene presa dai sensi di colpa per quello che ha fatto a Boris, abbandona l'edificio e medita di suicidarsi buttandosi sotto un treno, ma desiste nel suo intento per salvare un bambino che sta per essere investito da un'auto. Il bimbo si chiama Boris ed è stato separato dai genitori, quindi Veronika lo porta a casa e cerca il suo scoiattolo di pezza per darglielo, scoprendo che Mark lo ha preso per regalarlo alla sua amante per il suo compleanno. Veronika raggiunge la festa, dove i partecipanti hanno trovato la lettera di Boris a lei indirizzata, così anche Veronika ha modo di leggerla.
Fydor viene a sapere che Mark ha fatto ricorso alla corruzione per non essere arruolato nell'Armata Rossa e capisce che ha tradito la Russia, la sua famiglia e che si è approfittato di Veronika; pertanto, Mark viene cacciato di casa e Veronika perdonata per il "tradimento" a Boris. Veronika continua a occuparsi del bambino dichiarandolo come suo; tempo dopo, Volodya, ripresosi dalle ferite, rintraccia la famiglia di Boris per comunicare la morte dell'uomo.
Nel 1945, al termine della guerra, Veronika continua a rifiutare di credere che Boris sia morto, in quanto Volodya invece è sopravvissuto e non ha visto il cadavere di Boris. Con il ritorno dell'unità di Boris a Mosca, Veronika si presenta con un'enorme mazzo di fiori destinate a Boris; tuttavia Stepan, l'amico di Boris, le conferma la morte del fidanzato. Veronika, devastata, incespica senza meta in mezzo alla folla festosa. Stepan pronuncia un discorso in cui annuncia che i morti in guerra non saranno mai dimenticati e Veronika inizia a distribuire i fiori ai soldati e alle loro famiglie, mentre le gru volano nuovamente in cielo.